# 356

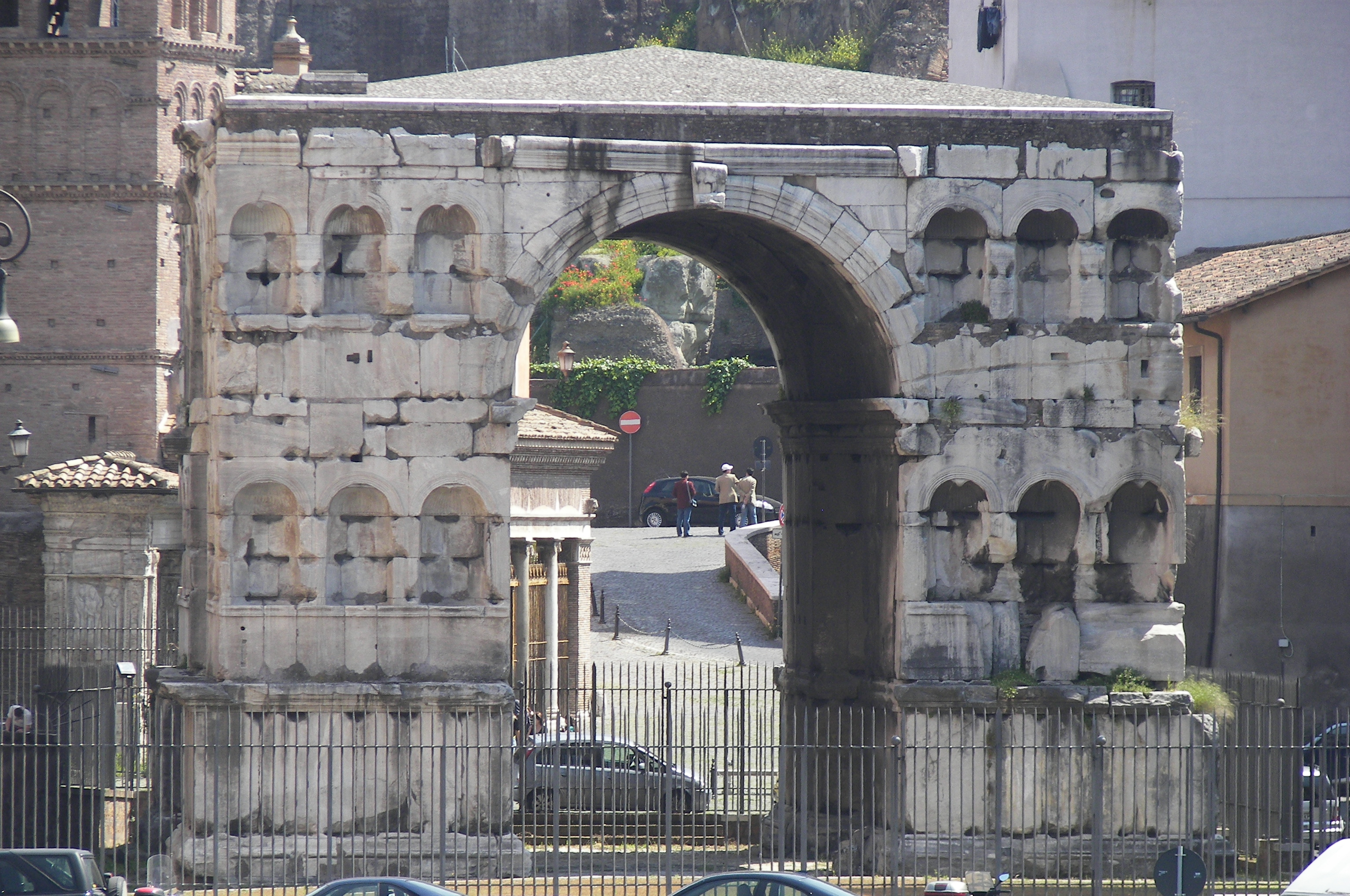
De Boog van Janus in Rome, voltooid ca. 356

Het jaar 356 is het 56e jaar in de 4e eeuw volgens de christelijke jaartelling.

## Gebeurtenissen

### Klein-Azië
- Keizer Constantius II vaardigt een decreet uit waarbij alle heidense tempels in het Romeinse Rijk gesloten worden. De verering van godenbeelden wordt verboden.

### Europa
- Julianus de Afvallige herovert Colonia Claudia Ara Agrippinensium (huidige Keulen) en sluit een vredesverdrag met de Franken.
- Slag bij Reims: Het Romeinse leger onder leiding van Julianus wordt bij Reims (Frankrijk) door de Alemannen verslagen. Na de veldslag moet hij zich terugtrekken om op versterkingen te wachten.

### Afrika
- Athanasius, patriarch van Alexandrië, zoekt zijn toevlucht in de Natroen woestijn in Opper-Egypte. Hij vestigt zich in een klooster en schrijft het Leven van Antonius.

## Overleden
- Antonius van Egypte (105), christelijke heilige en kluizenaar
- Vetranio, keizer van het Romeinse Rijk (waarschijnlijke datum)